# Деменцевич, Михаил Михайлович
Михаи́л Миха́йлович Деменце́вич (бел. Міхаіл Міхайлавіч Дземянцэвіч; 2 августа 1967, Борисов, Белоруссия) — генеральный директор футбольного клуба БАТЭ (Борисов).

## Биография
Родился 2 августа 1967 года в Борисове. В 1992 году окончил Белорусский политехнический институт.
В 1992—2002 гг. работал в стройтресте № 21 Борисова. С 2002 г. — в ФК БАТЭ: 2002—2004 гг. — генеральный директор, 2004-2006 гг. — исполнительный директор. В 2006—2009 гг. — директор КУП «Борисовский городской стадион». В январе 2009 года стал генеральным директором ФК БАТЭ. C марта 2014 года — член исполнительного комитета Белорусской федерации футбола.